# 新光百貨
新光百貨（全稱新光育樂股份有限公司 ）是台灣一家已停業的百貨公司，由新光集團於1972年成立，總部位於台北市，主要經營銷售各項百貨商品買賣、餐飲娛樂及生鮮超級市場等內容。別名新光超級市場，同時也是新光三越百貨的前身。

## 歷史
- 1972年（民國61年），新光育樂股份有限公司成立。
- 1974年（民國63年），南京西路店開業。
- 1975年（民國64年），民生店開業。
- 1976年（民國65年），三重店開業。
- 1977年（民國66年），西門店、古亭店開業。
- 1978年（民國67年），信義店開業。
- 1989年（民國78年）11月，與日本三越百貨合資，新光三越百貨股份有限公司成立，之後南京西路店就順勢改建為新光三越南西店1館。

## 分店概要
南京西路店
1974年12月開業，含百貨、超市、保齡球館，與三越合作後即就地改建並更名為新光三越南西店1館重新開業至今。
新光超市民生店
1975年12月開業，位於臺北市松山區。
新光育樂三重店
1976年12月開業。
西門店
1977年5月開業，別名「新光巴而可百貨」，與日本巴而可合作成立，位於新光保險大樓一至五樓，鄰近遠東百貨寶慶店。後因火災而拆除，現在為相鐵GRAND FRESA飯店台北西門店。
新光超市古亭店
1977年5月開業。現址為保固大廈。
信義店
1978年9月開業，位於新光信義華廈樓下，原址現為何嘉仁文教機構、寶雅及數家服飾店。